# 陵塚古墳
陵塚古墳（みささぎづかこふん、有明A1号墳）は、長野県安曇野市穂高有明にある古墳。形状は円墳。穂高古墳群（うち有明古墳群A群）を構成する古墳の1つ。安曇野市指定史跡に指定されている（史跡「穂高古墳群」のうち）。

## 概要
長野県北部、北アルプス東縁の中房川の扇状地右岸の扇頂部に築造された古墳である。1982年（昭和57年）に墳丘・石室の測量調査が実施されている。
墳形は円形で、直径は長径16メートル・短径14メートル、高さは2.1メートルを測る。埋葬施設は無袖式の横穴式石室で、南方向に開口し、穂高古墳群の中で石室が良好な状態で遺存する例として重要視される。石室内からは副葬品として直刀・馬具・須恵器・土師器が出土したという（現在は所在不明）。築造時期は古墳時代後期の6世紀後半を上限とする頃と推定され、穂高古墳群では古い時期に位置づけられる。
古墳域は2008年（平成20年）に安曇野市指定史跡に指定されている（史跡「穂高古墳群」のうち）。

## 埋葬施設

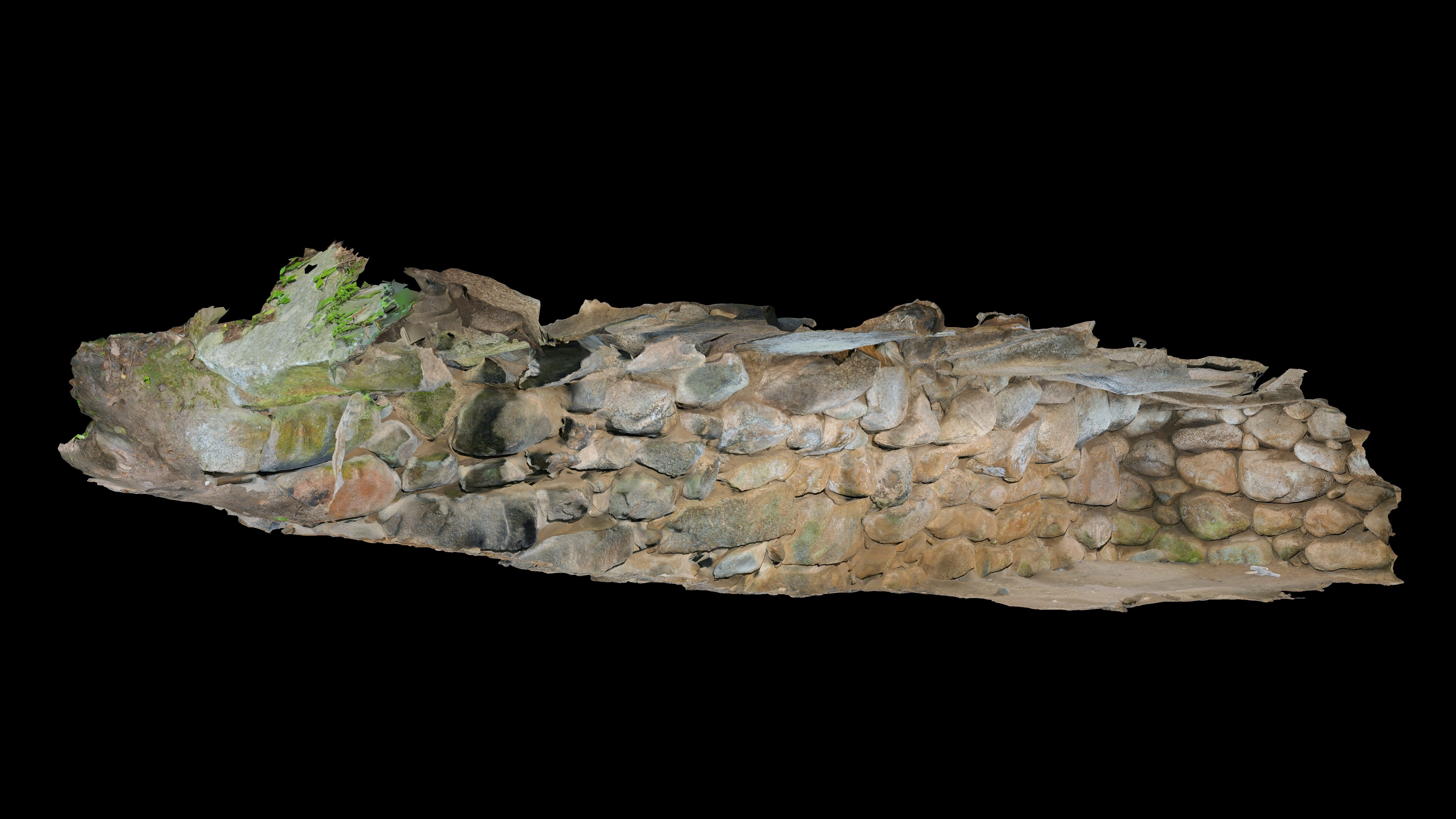
石室パース図

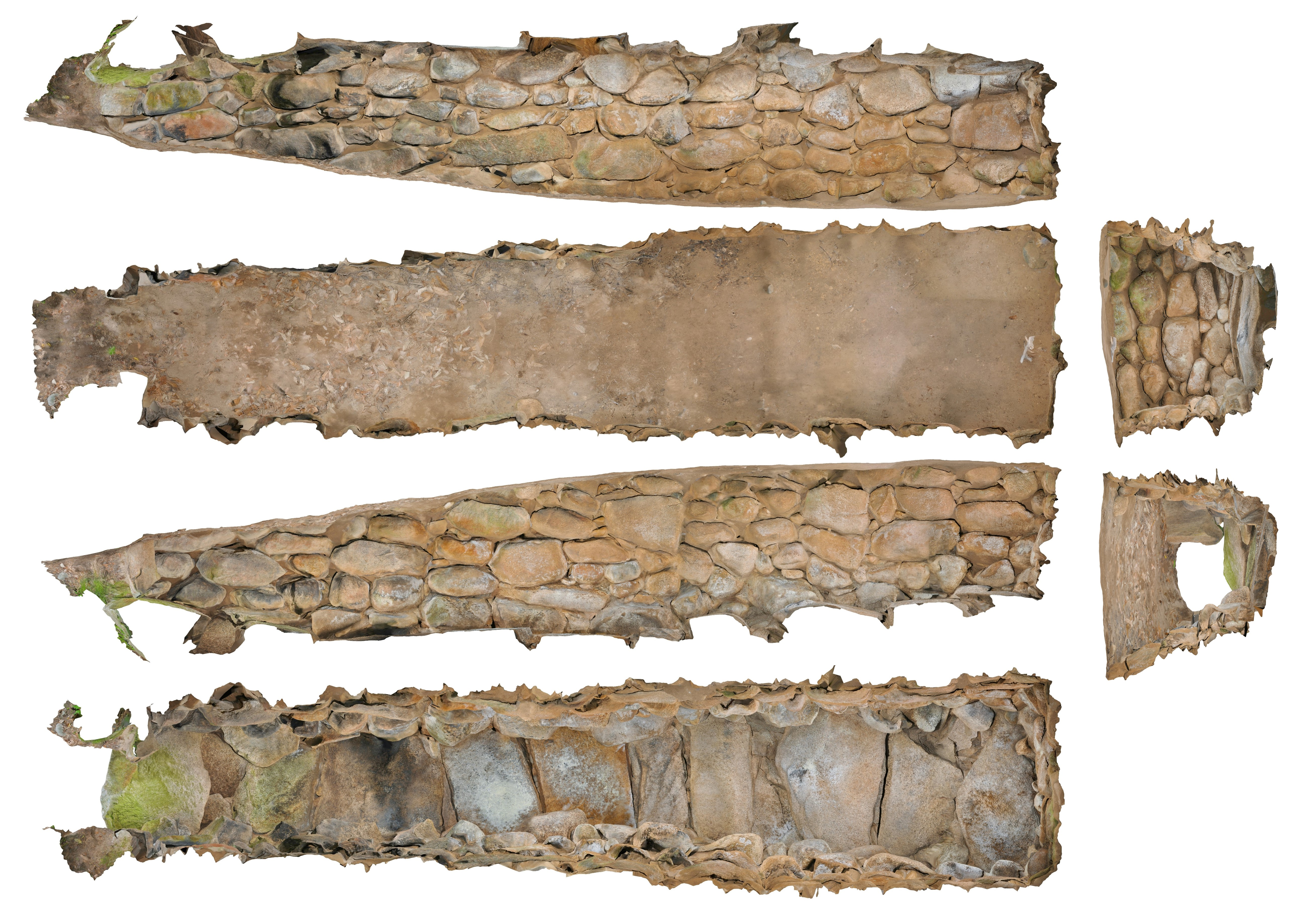
石室展開図

埋葬施設は無袖式横穴式石室で、南方向に開口する。石室の規模としては、長さ8.14メートル・幅1.8メートル・現状高さ1.22メートルを測る。
平面形は羽子板形を呈する。奥壁・側壁は転石の5段以上の乱石積みによって構築される。開口部付近には西側に平石1枚が立ち、閉塞扉石と推測される。天井石は12枚。
石室内からは副葬品として直刀・馬具・須恵器（提瓶・甕・坩・坏）・土師器が出土したというが、現在では失われている。

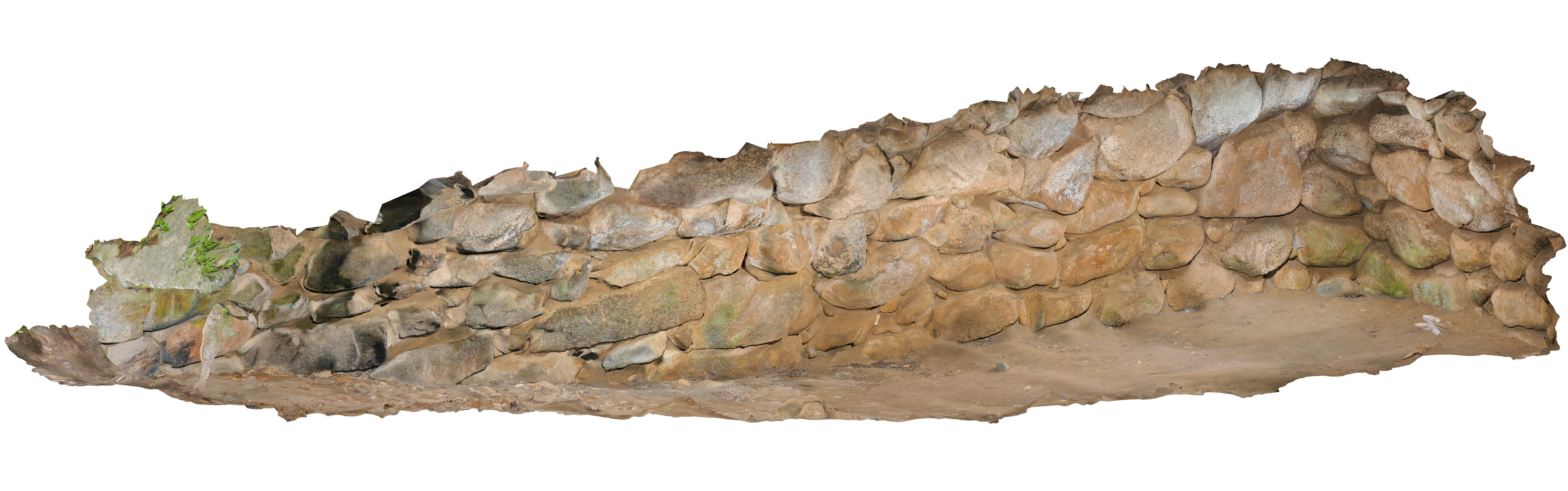
石室俯瞰図
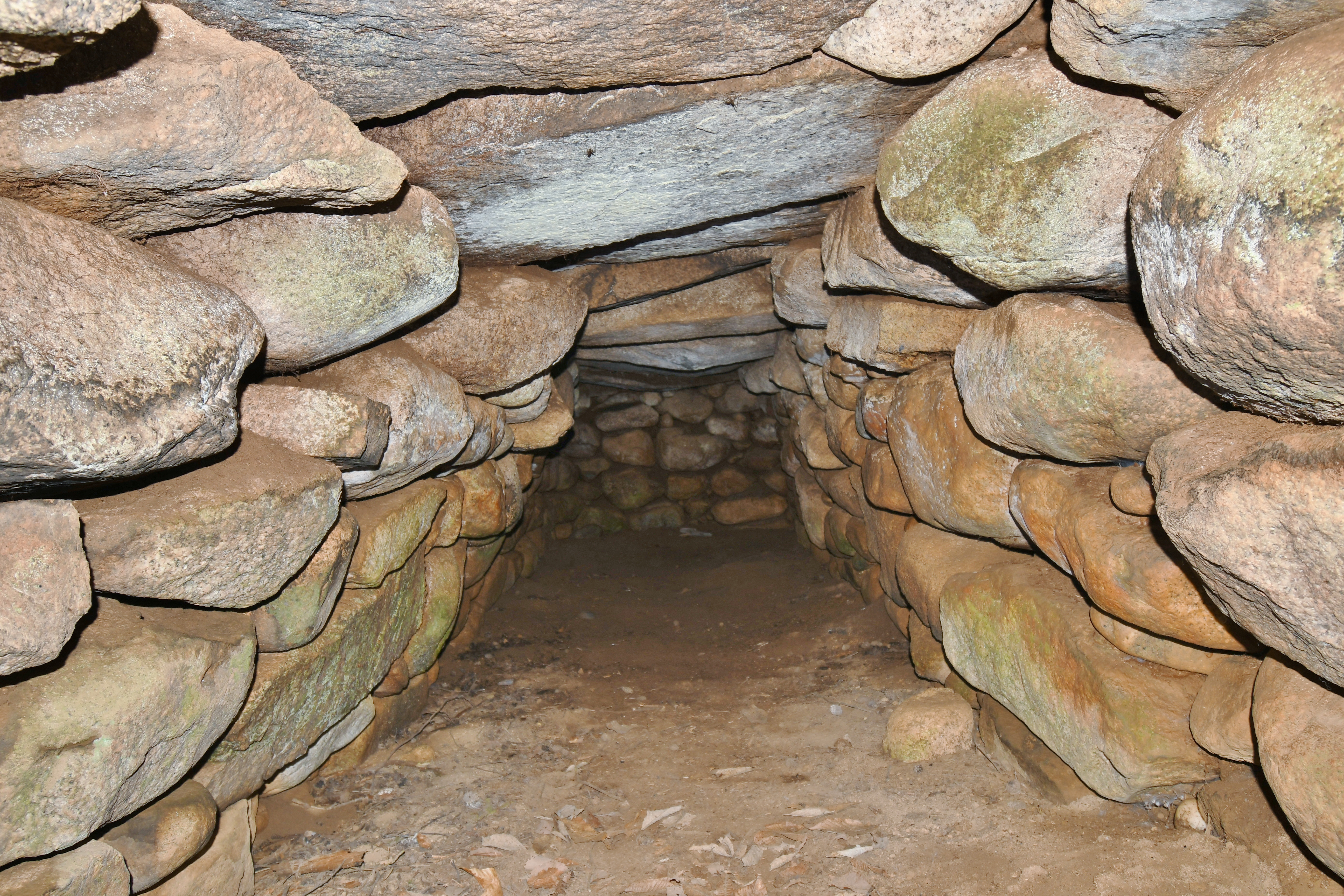
石室内部（奥壁方向）
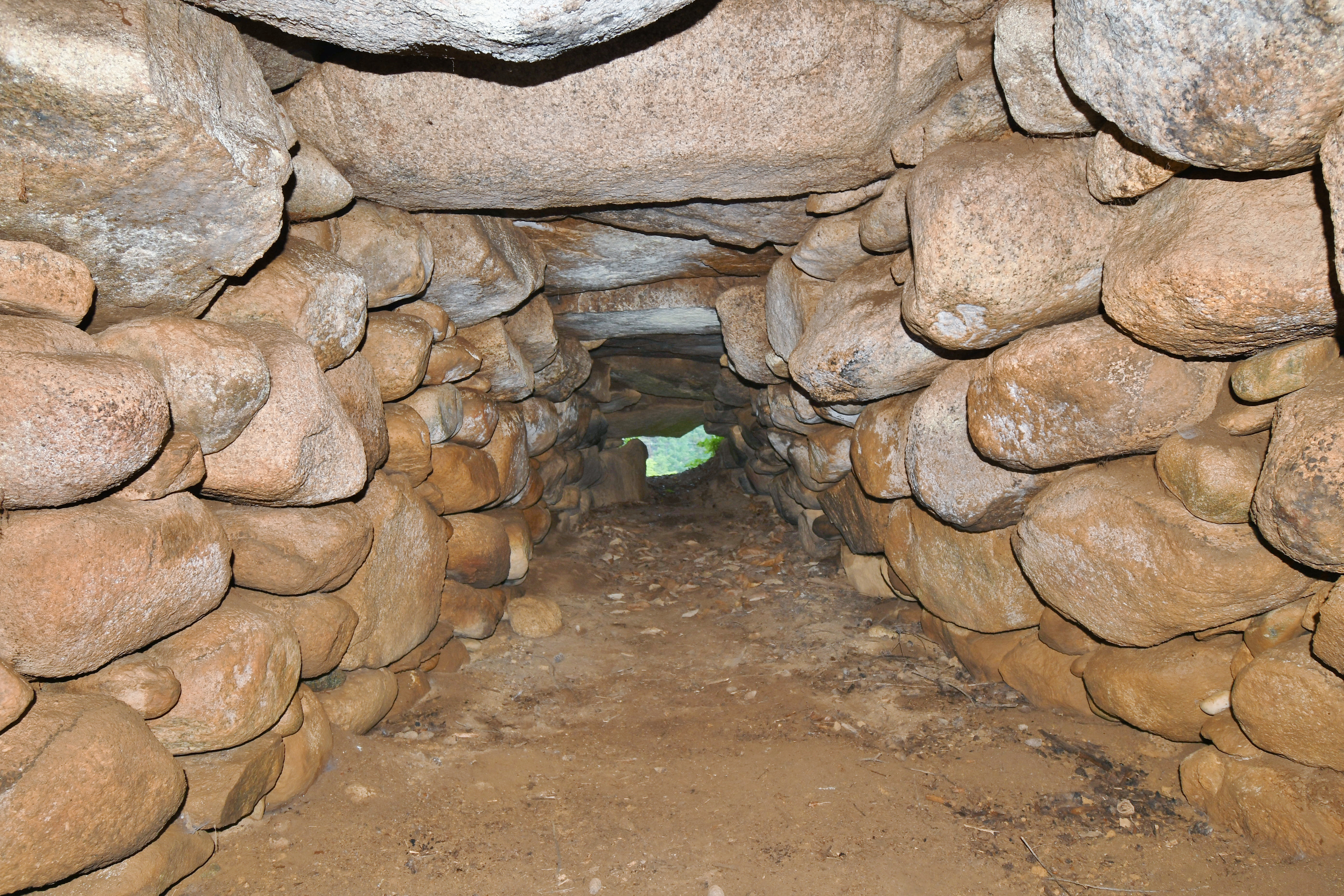
石室内部（開口部方向）
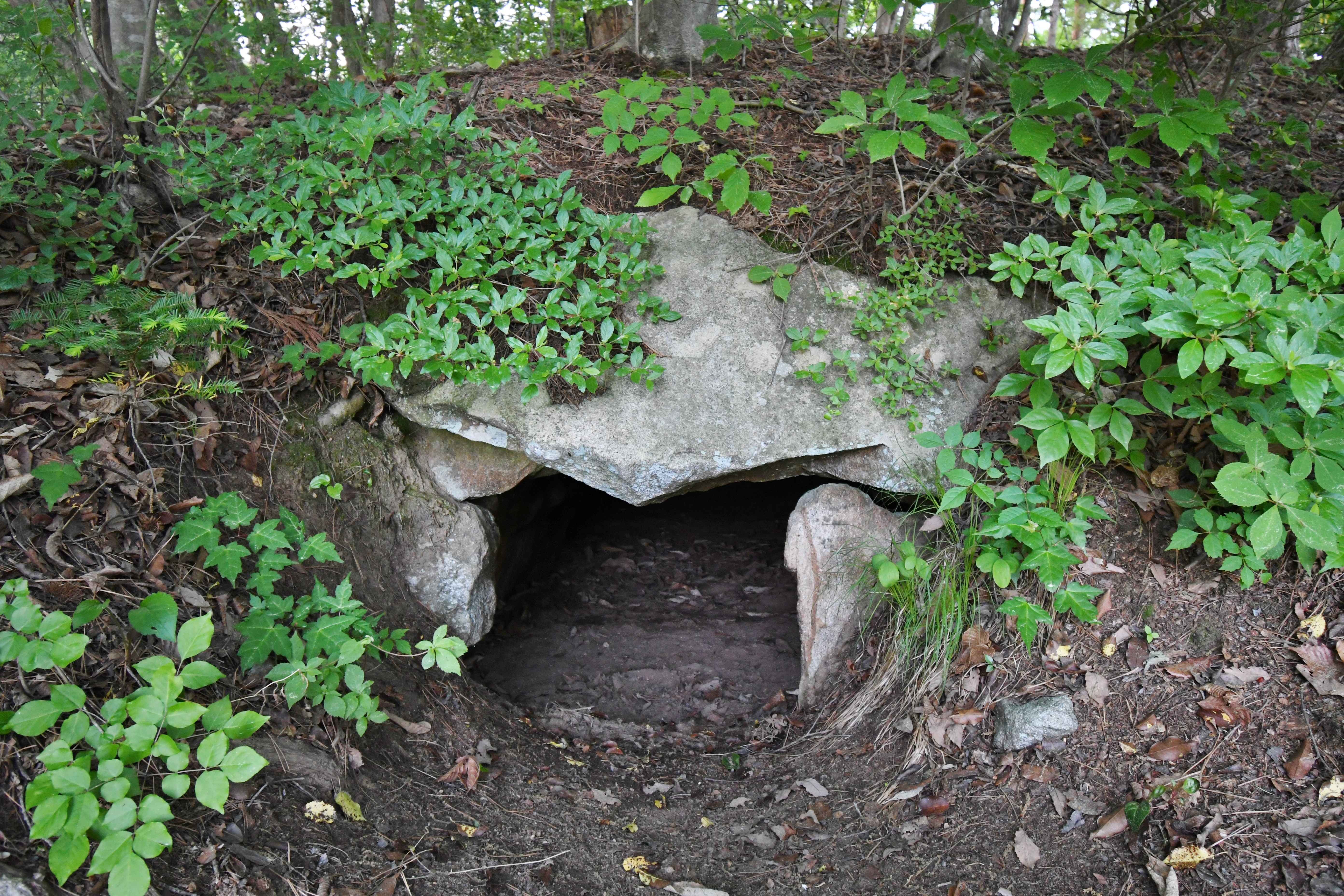
開口部